# Satuditha

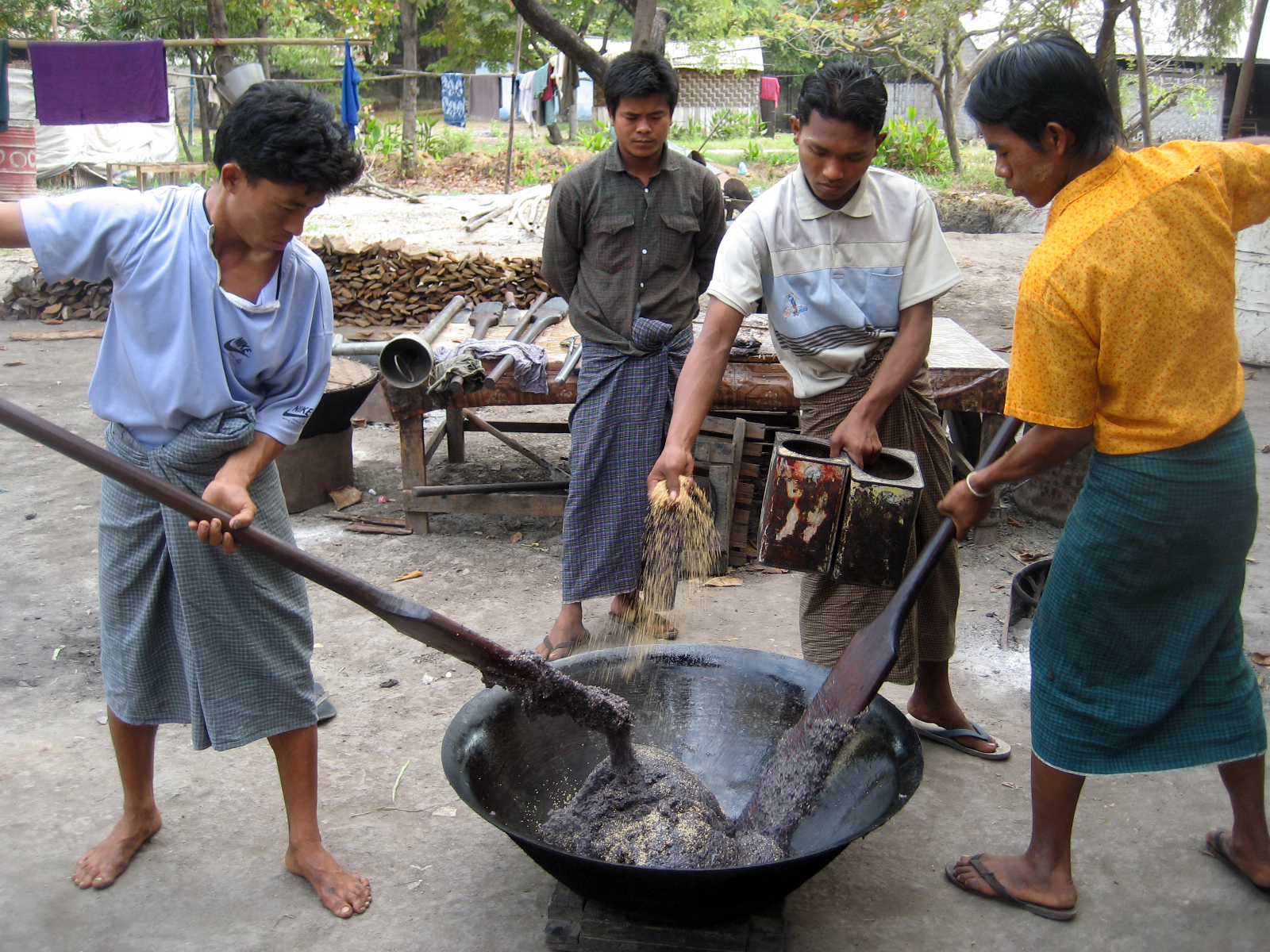
Trong ngày trăng tròn Tabodwe, những người cúng dường thường chuẩn bị htamanè, một món ngon ăn theo mùa để làm nên satuditha.

Satuditha (tiếng Miến Điện: စတုဒိသာ; phát âm [sətṵdḭθà]) là một lễ hội truyền thống của người Miến và hoạt động tích đức khá là nổi bật trong văn hóa Myanmar, củng cố tầm quan trọng của lòng rộng lượng và bố thí như một chuẩn mực văn hóa của người Miến.

## Từ nguyên
Satuditha là cách phát âm tiếng Miến Điện của thuật ngữ catudisā trong tiếng Pali, có nghĩa là "bốn phương hướng chính," ám chỉ hành động từ thiện cung cấp thức ăn hoặc đồ uống miễn phí cho những người đến từ bốn điểm của la bàn.

## Lễ kỷ niệm
Trong các lễ hội lớn như Thingyan, Thadingyut và lễ Tazaungdaing, những người cúng dường trên khắp đất nước tự đứng ra tổ chức những bữa tiệc satuditha, chuẩn bị và phát những gói thực phẩm hoặc món tráng miệng như mont lone yay baw, cơm Thingyan, shwe yin aye và mont let saung cho người dân vui chơi và khách qua đường thưởng thức.